# Tom Veelers
Tom Veelers (né le 14 septembre 1984 à Ootmarsum) est un coureur cycliste professionnel néerlandais.

## Biographie
Champion des Pays-Bas sur route juniors en 2002, Tom Veelers intègre l'année suivante l'équipe Löwik Meubelen-Tegeltoko, qui évolue en troisième division. En 2005, il est recruté par l'équipe Rabobank Continental, réserve de l'équipe professionnelle Rabobank dotée du nouveau statut d'équipe continentale. Il y reste trois ans.

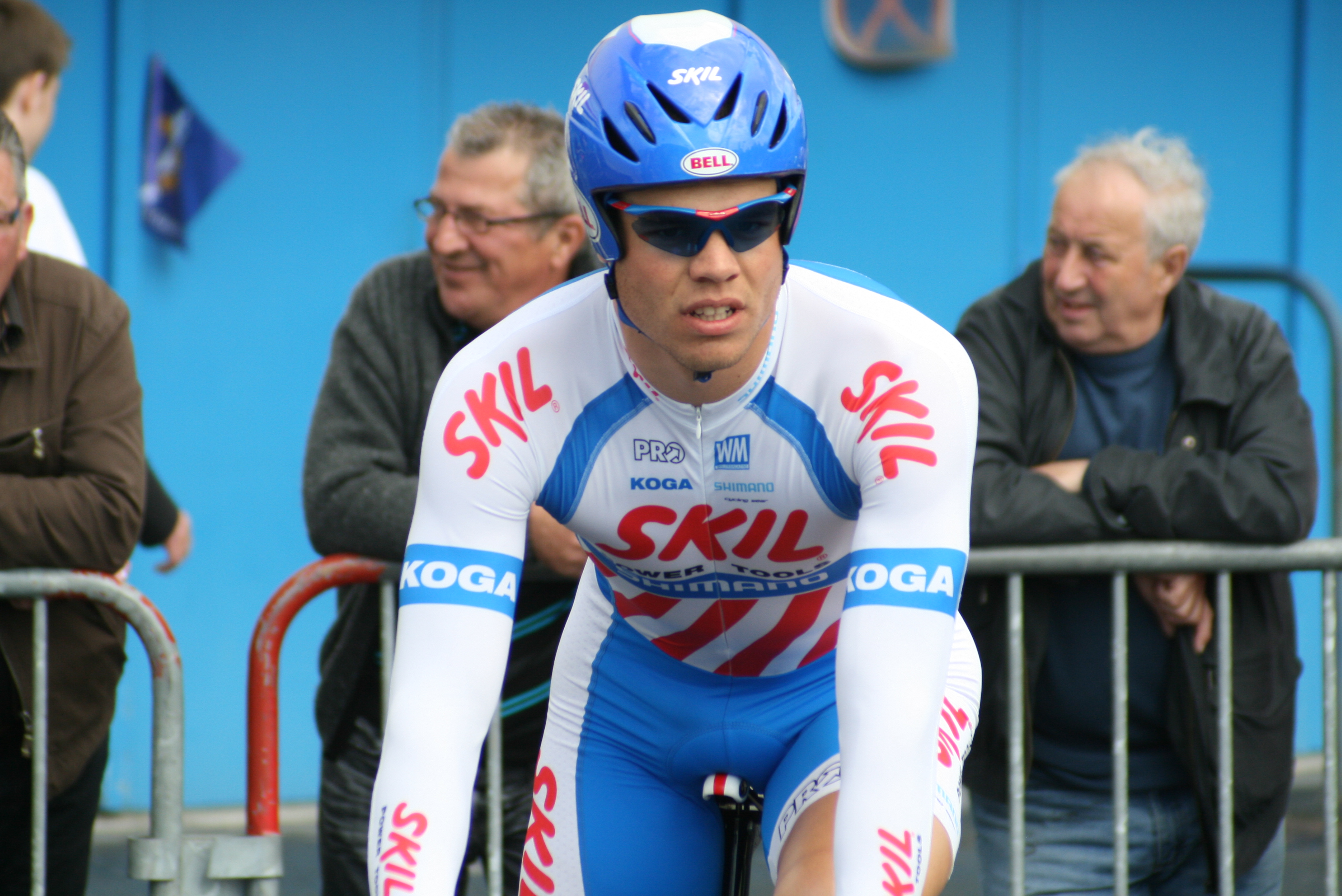
Tom Veelers durant les Quatre Jours de Dunkerque 2009.

En 2008, Tom Veelers devient professionnel au sein de l'équipe Skil-Shimano.
Aligné sur le Tour de France 2012, Veelers, troisième de la quatrième étape, est distancé par le peloton dans la 12e étape et est contraint à l'abandon.
Veelers abandonne le Tour de France 2013 durant la 19e étape.
Veelers, avec 103 jours, est le coureur de la saison 2014 ayant eu le plus de jours de compétition dans l'année.
En fin d'année 2016, souffrant de douleurs récurrentes au genou, dues à une lésion du cartilage ayant déjà nécessité deux opérations chirurgicales, il met fin à sa carrière de coureur. Il reste membre de son équipe, désormais appelée Sunweb, en intégrant le personnel d'entraînement.

## Palmarès sur route

### Palmarès amateur
| - 2000 - 3e du championnat des Pays-Bas sur route cadets - 2002 - Champion des Pays-Bas sur route juniors - Flanders-Europe Classic - 3e de la Flèche du Brabant flamand - 3e du Grand Prix Général Patton - 3e du Tour de Haute-Autriche juniors - 4e du championnat du monde sur route juniors - 2003 - Ronde van Zuid-Holland - Parel van de Veluwe - 3e de la Ster van Zwolle - 2004 - Classement général du Tour de Berlin - Tour de Frise (ex æquo avec 21 coureurs) - Médaillé d'argent du championnat d'Europe sur route espoirs - 3e du ZLM Tour - 3e du championnat des Pays-Bas sur route espoirs | - 2005 - 5e étape du Tour du Loir-et-Cher - 2e de la Prova de Abertura - 3e du Tour de Drenthe - 2006 - Olympia's Tour : - Classement général - 5e, 6e et 8e étapes - Paris-Roubaix espoirs - 2e de la Beverbeek Classic - 10e du championnat d'Europe sur route espoirs - 2007 - Classement général de l'OZ Wielerweekend - Prologue des Boucles de la Mayenne - 3e de l'Olympia's Tour |  |

### Palmarès professionnel
| - 2008 - 7e étape du Tour du lac Qinghai - 3e du Prix national de clôture - 2009 - 9e étape du Tour du lac Qinghai - 2010 - 3e du Championnat des Flandres - 2011 - 3e étape du Tour de Wallonie picarde - 3e étape du Tour de Hainan - 2e du Tour de Wallonie picarde | - 2012 - 3e de Halle-Ingooigem - 9e de la Vattenfall Cyclassics - 2013 - 2e du Tour de Münster |  |

### Résultats sur les grands tours

#### Tour de France
3 participations
- 2012 : abandon (12e étape)
- 2013 : abandon (19e étape)
- 2014 : 155e

#### Tour d'Italie
1 participation
- 2014 : 146e

#### Tour d'Espagne
1 participation
- 2011 : 167e

### Classements mondiaux
| Année                  | 2005 | 2006 | 2007 | 2008 | 2009 | 2010 | 2011 | 2012 | 2013 | 2014 | 2015 |
| ---------------------- | ---- | ---- | ---- | ---- | ---- | ---- | ---- | ---- | ---- | ---- | ---- |
| Calendrier mondial UCI |      |      |      |      | 237e | 250e |      |      |      |      |      |
| UCI World Tour         |      |      |      |      |      |      |      |      | nc   | 186e | nc   |
| UCI Asia Tour          |      |      |      | 107e | 54e  |      | 275e | 34e  |      |      |      |
| UCI Europe Tour        | 115e | 68e  | 89e  | 296e | 201e | 165e | 113e | 94e  |      |      |      |